# Izolacja DNA
Izolacja DNA - proces oczyszczania DNA z innych składników chemicznych i biologicznych obecnych w próbce materiału prowadzony z wykorzystaniem różnych procesów fizycznych oraz chemicznych. Po raz pierwszy DNA zostało wyizolowane w roku 1869 przez  Friedricha Mieschera. Obecnie jest standardową metodą stosowaną w biologii molekularnej oraz w analizach sądowych.

## Ogólny przebieg procesu[1][2][3]
Obecnie procedurę prowadzi się z użyciem gotowych zestawów a jej szczegółowy przebieg zależy od rodzaju materiału biologicznego oraz stosowanych metod lecz ogólnie proces wygląda następująco:
- Zniszczenie komórek przez homogenizację lub lizę w celu wydostania cząstek DNA do roztworu. Zwykle proces ten prowadzi się przez zastosowanie odczynników lizujących lub metodami fizycznymi takimi jak mieszanie, rozcieranie, czy niszczenie ultradźwiękami.
- Usunięcie błon lipidowych oraz dalszy rozpad komórek przez dodanie detergentu lub surfaktantu.
- Usunięcie białek przez dodanie proteazy (niektóre protokoły pomijają ten krok).
- Usunięcie RNA przez dodanie RNazy (niektóre protokoły pomijają ten krok).
- Oczyszczenie DNA z detergentów, białek, soli i innych składników dodanych do mieszaniny w poprzednich krokach. Zwykle stosuje się jedną z metod:
  - Precypitacja w alkoholu prowadzona zwykle z użyciem zmrożonego etanolu lub izopropanolu. Dodatek alkoholu powoduje wytrącenie DNA które osadza się na dnie probówki po odwirowaniu. Stopień precypitacji rośnie wraz ze zwiększaniem siły jonowej roztworu zwykle przez dodatek octanu sodu.
  - Ekstrakcja fenol-chloroform. Fenol denaturuje białka w próbce które po odwirowaniu pozostają w fazie organicznej natomiast w fazie wodnej znajdują się kwasy nukleinowe zmieszane z chloroformem. (Dla DNA stosuje się mieszaninę z dodatkiem buforu o pH = 8 natomiast w przypadku RNA stosuje się zakwaszony fenol)
  - Oczyszczanie na mikrokolumnach wirówkowych wykorzystujące zjawisko adsorpcji kwasów nukleinowych na ziarnach krzemionki(lub innego adsorbentu). Adsorpcja zależy od użytego pH roztworu oraz zawartości soli.

Techniki izolacji mogą być modyfikowane o dodatek odczynników chelatujących jony takie jak Mg2+ oraz Ca2+ co chroni DNA przed strawieniem przez DNazy (jony te są niezbędne do prawidłowej pracy niektórych enzymów).
Po izolacji oczyszczone DNA jest rozpuszczane zwykle w lekko zasadowym buforze TE lub w wodzie wysokiej czystości.

## Specjalne metody izolacji DNA
Specjalnie modyfikowane metody izolacji są stosowane w przypadkach gdy:
- próbka zawiera częściowo zdegradowane DNA (np. materiał archeologiczny)
- próbka zawiera inhibitory substancji stosowanych podczas analizy, zwykle inhibitory PCR takie jak kwasy humusowe z gleby, indygo, hemoglobinę, inne barwniki.
- próbka pochodzi od mikroorganizmów z grubą ścianą komórkową np. u drożdży

Pozachromosomalne DNA jest stosunkowo łatwe do izolacji. Plazmidowe DNA może zostać wyizolowane poprzez lizę, precypitację białek co zatrzymuje DNA chromosomalne w fazie nierozpuszczalnej, odwirowanie w wyniku czego faza wodna zawiera jedynie DNA plazmidowe.

## Detekcja DNA[1]
Reakcja z difenyloaminą może potwierdzić obecność DNA w próbce po izolacji. Procedura detekcji polega na chemicznej hydrolizie DNA podczas ogrzewania do temperatury powyżej 95°C z dodatkiem kwasu co prowadzi do uwolnienia między innymi cukru - deoksyrybozy który występuje w DNA a nie ma go w RNA. Deoksyroboza reaguje z difenyloaminą dając aldehyd hydroksylewulinowy barwy niebieskiej. Oznaczenie ilościowe może zostać wykonane poprzez pomiar absorbancji przy 600 nm i porównanie otrzymanej wartości absorbancji z krzywą kalibracji wykreśloną dla znanych wzorców.
Inną metodą określania czystości otrzymanego preparatu jest pomiar absorbancji przy 260 nm oraz 280 nm. DNA absorbuje promieniowanie o długości fali 260 nm natomiast białka (zawierające aminokwasy aromatyczne)  przy 280 nm. Czysta próbka DNA wykazuje stosunek absorbancji 260/280 na poziomie 1.8. Mniejsza wartość świadczy o zanieczyszczeniu białkami a większa o zanieczyszczeniu przez RNA.
DNA może zostać wykryte poprzez trawienie enzymami restrykcyjnymi oraz elektroforezę w żelu agarozowym z dodatkiem barwnika fluorescencyjnego (np. bromek etydyny) oraz porównanie intensywności fluorescencji ze znanym wzorcem DNA.